# Aleurolobus olivinus
Aleurolobus olivinus là một loài côn trùng cánh nửa trong họ Aleyrodidae, phân họ Aleyrodinae.
Aleurolobus olivinus được Silvestri miêu tả khoa học đầu tiên năm 1911.